# Artsiom Radzkoŭ
Artsiom Aljaksandravitj Radzkoŭ (belarusiska: Арцём Алякса́ндравіч Радзько́ў, łacinka: Arciom Alaksandravič Radźkoŭ, ryska: Артём Алекса́ндрович 
Радько́в, Artiom Aleksandrovitj Radkov), född 26 augusti 1985 i Mogiljov, Mogiljovskij (rajon), Mogiljov (oblast), Vitryska SSR, Sovjetunionen (nuvarande Mahiljoŭ i Belarus), är en belarusisk före detta fotbollsspelare (mittback) och nuvarande fotbollstränare (seniortränare) som för närvarande tränar för Dynamo Machatjkala.